# Динклаге, Ганс Гюнтер фон
Барон Ганс Гюнтер фон Динклаге (нем. Hans Günther von Dincklage; 15 декабря 1896, Ганновер, Пруссия — 1974, Мальорка, Балеарские Острова) — немецкий юрист и чиновник НСДАП. Работая секретным агентом и спецпредставителем при министерстве пропаганды Рейха, прославился своей связью с Коко Шанель.

## Биография
Гюнтер родился в Ганновере в знатной семье. Титул барона был дарован его деду в 1871 году. Получил юридическое образование. В 1918 году Гюнтер начал службу в гвардейской кавалерийской стрелковой дивизии.
В 1919 году он принимал участие в расследовании убийства Розы Люксембург. Подозреваемым был Курт Фогель. Секретный агент Вильгельм Канарис незаконно вывез Фогеля из тюрьмы в Моабите и переправил в Нидерланды. Гюнтер фон Динклаге скрыл причастность Канариса к бегству подозреваемого, а затем помешал экстрадиции. Он подтвердил ложное алиби о том, что Канарис находился во время событий, связанных с бегством Фогеля, в Пфорцхайме.
Помолвлен с Эрикой Вааг 17 ноября 1919 года, но передумал жениться на ней.
С 1922 по 1923 году трудился генеральным прокурором в земельном суде Готы.
12 мая 1927 года Динклаге женился в Берлине на Максимилиане Генриетте Иде фон Шёнебек (19 июля 1899, Дюссельдорф — 12 сентября 1978, Ницца), старшей дочери Максимилиана фон Шёнебека и его первой жены Мелани (имевшей еврейское происхождение; впоследствии эти подробности тщательно скрывались Гюнтером).
Весной 1933 года Ганс Гюнтер фон Динклаге был «доверенным лицом канцлера Гитлера» в немецком посольстве в Париже. Он управлял отделом пропаганды. Получая значительные средства из Германии, Гюнтер спонсировал национал-социалистическую и антисемитскую французскую прессу. Например, ежедневную газету Le Jour, основанную в 1933 году Леоном Байби.
Подробности работы Динклаге задокументированы в архивах немецкого министерства иностранных дел, которые нацисты не успели уничтожить. В дополнение к пропагандистской работе он организовал финансовую и материально-техническую поддержку как для членов НСДАП во Франции, так и для организаций и клубов, поддерживающих НСДАП. Динклаге также проводил сложные операции по пропаганде среди студентов и профессоров из Сорбонны, чтобы увлечь их немецкой культурой и немецкими научными исследованиями.
Уже до того, как Нюрнбергские законы вступили в силу в 1935 году, Гюнтер официально развёлся со своей женой Максимилианой. Однако фактически он продолжал жить с ней.
Под руководством Йозефа Геббельса Динклаге должен был не только организовать нацистскую пропаганду во Франции, но и создать особую службу безопасности, чтобы держать под контролем французскую оппозицию. У Динклаге была прямая телефонная линия с Рейхсканцелярией, и знаменитая машина шифрования «Энигма». Власти Франции знали о том, что немецкий атташе на самом деле ведёт шпионскую деятельность, но никаких контрдействий не предпринимали. Курировали работу Динклаге в Главном управлении имперской безопасности Вальтер Шелленберг и Александр Вааг.

## Связь с Коко Шанель
С 1940 по 1950 год Динклаге был любовником знаменитой Коко Шанель. До 1944 года они, не особо таясь, жили в Париже в одном доме.
В 1945 году Коко Шанель была арестована как пособница нацистов. Самая известная её миссия (операция «Модная шляпка») связана с секретными переговорами о сепаратном мире между Германией и Францией. По согласованию с Шелленбергом она пыталась начать переговоры с Уинстоном Черчиллем, с которым была хорошо знакома благодаря своему прежнему любовнику, Хью Ричарду Артуру Гровенору, герцогу Вестминстерскому. Переговоры не удались. Но позднее, как ни странно, от возмездия Коко Шанель спасло заступничество именно Черчилля.

## После войны
В конце Второй мировой войны Динклаге сумел скрыться в нейтральной Швейцарии и поселился в Лозанне. Там же в 1945 году после изгнания из Франции оказалась и Коко Шанель.
Связь бывших любовников продолжалась ещё несколько лет. При этом Коко Шанель оказывала существенную материальную помощь Динклаге и даже Шелленбергу, после того как его выпустили из заключения. В частности она взяла на себя расходы на похороны Шелленберга в 1952 году в Турине.
Фон Динклаге умер в 1974 году на Мальорке.